# Przełęcz Słupicka
Przełęcz Słupicka (320 m n.p.m.) – przełęcz w południowo-zachodniej Polsce, w Masywie Ślęży, na Przedgórzu Sudeckim.
Przełęcz położona jest na obszarze Ślężańskiego Parku Krajobrazowego na południowy wschód od miejscowości Sulistrowiczki.
Jest to szerokie, wcięte w skałach serpentynitowych obniżenie o stromym zachodnim zboczu i dość łagodnych podejściach, oddzielające Wzgórza Oleszeńskie od masywu Raduni. Cały obszar przełęczy porośnięty jest lasem mieszanym regla dolnego. Przez przełęcz prowadzi droga z Sulistrowic do Słupic.

## Szlaki turystyczne
Strzelin – Szańcowa – Gościęcice Średnie – Skrzyżowanie pod Dębem – Gromnik – Dobroszów – Kalinka – Skrzyżowanie nad Zuzanką – Źródło Cyryla – Ziębice – Lipa – Rososznica – Stolec – Cierniowa Kopa – Kolonia Bobolice – Kobyla Głowa – Karczowice – Podlesie – Ostra Góra – Starzec – Księginice Wielkie – Sienice – Łagiewniki – Oleszna – Przełęcz Słupicka – Sulistrowiczki – Ślęża – Sobótka
 – Strzelin – Pęcz – Piotrowice – Zielenice – Suchowice – Jordanów Śląski – Glinica – Winna Góra – Gozdnik – Przełęcz Sulistrowicka – Przełęcz Słupicka – Radunia – Przełęcz Tąpadła – Ślęża – Sobótka-Górka
 Przełęcz Srebrna – Mikołajów – Brzeźnica – Grochowiec – Tarnów – Ząbkowice Śląskie – Zwrócona – Brodziszów – Skrzyżowanie pod Grzybowcem – Tatarski Okop – Gilów – Zamkowa Góra – Słupice – Przełęcz Słupicka – Przełęcz Tąpadła – Biała – Strzelce